# Kőkút
Kőkút là một thị trấn thuộc hạt Somogy, Hungary. Thị trấn này có diện tích 20,23 km², dân số năm 2010 là 637 người, mật độ 31 người/km².